# Georges Bouvier
Pour les articles homonymes, voir Bouvier.
Georges Bouvier (14 mars 1904 - 11 mars 1991) est un comédien québécois surtout connu pour son rôle de Jacob Salvail dans le feuilleton télévisé Le Survenant.
Au cours de sa carrière, il a joué à la télévision dans le Pain du jour, Septième nord, Joie de vivre et Jeunes visages, en plus de participer au tournage du film Le Curé de village.
À la radio, il avait fait les beaux jours des débuts de CKAC avec l'émission Nazaire et Barnabé où, en compagnie d'Ovila Légaré, il interprétait plusieurs personnages.
Sa sépulture est située dans le Cimetière Notre-Dame-des-Neiges, à Montréal.

## Filmographie
- 1956 : La vie est courte
- 1956 : Que Dieu vous soit en aide
- 1956 : Le Survenant Série télévisée : Jacob Salvail
- 1956 : Le Vieux bien
- 1956 : Il s'enfla si bien
- 1957 : Au chenal du moine Série télévisée : Jacob Salvail
- 1957 : Les Brûlés Série télévisée
- 1958 : Marie-Didace  Série télévisée : Jacob Salvail
- 1959 : L'Immigré (1959)
- 1959 : Les Brûlés
- 1962 : Compagnon d'aventure (Big Red) : Baggageman
- 1963 : Ti-Jean Caribou   Série télévisée
- 1963 : Rue de l'anse Série télévisée : Le père Thomas
- 1965 : Septième nord Série télévisée : Grégoire Daigneault
- 1967 : Les Globe-trotters (série télévisée) 1 épisode
- 1969 : Les Belles Histoires des pays d'en haut (feuilleton TV) : Grand capot
- 1974 : Un linceul n'a pas de poches : Un typographe